# Gilmar Pelentir
Gilmar Pelentir, noto anche come Cao Pelentir (Videira, 13 settembre 1981), è un giocatore di calcio a 5 brasiliano.

## Biografia
Ha due fratelli giocatori di calcio a 5: Nelson "Ninho" Pelentir (classe 1982) e Bico Pelentir (classe 1985). I tre hanno giocato insieme nel Marcianise nella stagione 2005-06.

## Carriera
Nella stagione 2005-2006 ha segnato 23 reti in massima serie con il Marcianise. In massima serie ha giocato anche con il Pescara.. Nel mercato invernale della stagione 2010/2011 viene acquistato dalla Libertas Scanzano, squadra in lotta per non retrocedere nel campionato di serie B girone F. Con il suo arrivo e complici le sue numerosissime marcature la squadra arriva a sfiorare addirittura i play-off. Rimane nella compagine ionica per altre due stagioni culminate con la promozione in A2 nella stagione 2012/2013, in cui è sempre uno dei protagonisti. Dalla stagione 2013-2014 veste la maglia del Mirto calcio a 5 con cui disputa la serie C1 campionato calabrese. Nell'estate del 2015 è tesserato dall'ambiziosa Bernalda Futsal per disputare il campionato di serie C1 di Basilicata. Resta fermo ai box per diverse settimane a causa di un infortunio. Rientra nella fase cruciale del campionato e grazie alle sue reti (la maggior parte di pregevole fattura) contribuisce al raggiungimento dei play off interregionali terminati con la conquista della storica promozione in serie B del sodalizio lucano. Tuttavia il calcettista non resta a Bernalda la stagione successiva, ma decide di rimanere in C1, spostandosi in quella pugliese, per sposare il progetto dell'ambizioso Futsal Locorotondo. La scelta si rivela ancora una volta felice perché al termine della stagione arriva un'altra promozione.